# Renascimento agrícola
O renascimento agrícola foi uma fase de transição da economia colonial brasileira entre a época da mineração (ciclo do ouro) e o advento do café (ciclo do café). Abrangeu, portanto, o final do século XVIII até aproximadamente 1830. Depois da diminuição da atividade mineradora, as atividades agrícolas, que durante a época da febre do ouro e do diamante ficaram relegadas a segundo plano, voltaram a ser valorizadas.
Conforme a Enciclopédia Delta de História do Brasil (1969), durante o período colonial, sempre houve um grande produto que era o centro da economia, como o ouro, e, antes dele, o açúcar. Após o fim do ciclo do ouro, faltava ao Brasil um grande produto para preencher a lacuna deixada pelos metais preciosos. Esse vácuo — o período do renascimento agrícola — gerou uma crise econômica que só teria fim mais tarde com a ascensão do café. Durante a crise, o poder aquisitivo da população caiu drasticamente.